# Catedral Ortodoxa de la Santísima Trinidad (El Pireo)

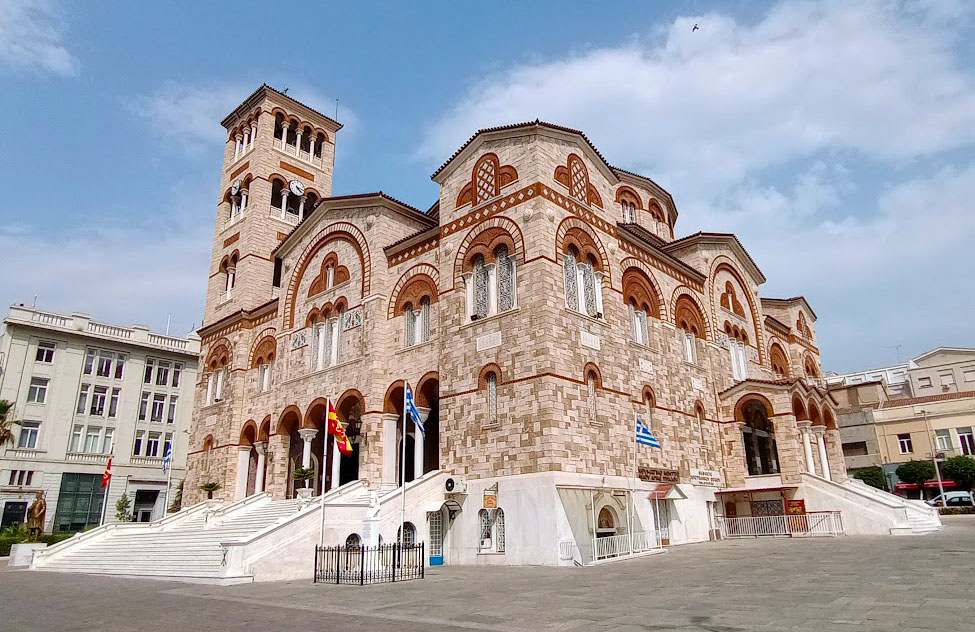
Catedral Ortodoxa de la Santísima Trinidad

La catedral Hagia Triada ("Santísima Trinidad") (en griego: Μητροπολιτικός Ναός Αγίας Τριάδας, romanizado: Mitropolitikós Naós Agías Triádas) es un templo ortodoxo griego situado en la ciudad de El Pireo, en Grecia, sede de la metrópolis del Pireo. El edificio actual data de 1979 y está construido sobre el solar de otro anterior levantado en 1839.

## Historia

### Las primeras dos iglesias

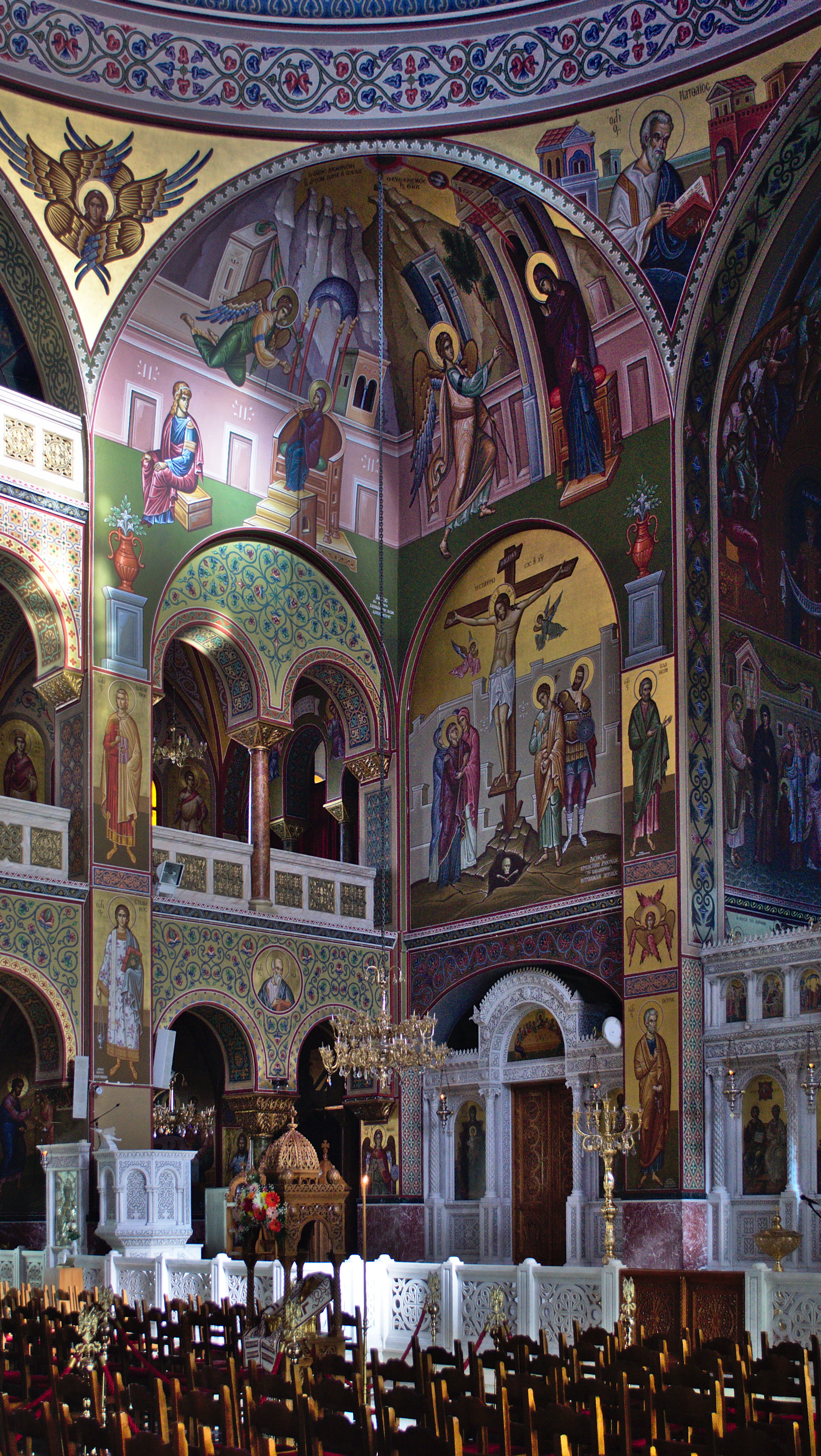
Interior de la catedral

La construcción de la iglesia original comenzó en el 1839, sólo años después de que Grecia se independizara del Imperio Otomano, con su decoración mural terminada en 1844, cinco años después La construcción de la iglesia se completó en 1845. La primera iglesia fue completamente demolida cien años después, el 11 de enero de 1944, durante el bombardeo de la ciudad del Pireo por parte de los ejércitos Aliados, que provocó la muerte de varias personas que se habían refugiado allí por protección. En el verano del mismo año, se construyó una iglesia improvisada en el centro de las ruinas, para servir a los feligreses; esta iglesia provisional permaneció allí durante doce años.

### La tercera y actual iglesia
En el año 1950, se fundó la Asociación Pampiraica para la Restauración de la Santa Iglesia Metropolitana de la Santísima Trinidad del Pireo, con Miltiadis Pouris como su primer presidente. El propósito de la asociación era la restauración de Hagia Triada en el Pireo, su finalización y mantenimiento. Después de varias discusiones y contradenuncias, se decretó, con la intervención del Arzobispo de Atenas, Spyridon y el ministro de Obras Públicas, Georgios Rallis, que se construiría un nuevo edificio, más grande que el anterior y exactamente en la misma ubicación.
Las obras de la nueva iglesia de la Hagia Triada del Pireo comenzaron el domingo 17 de junio de 1956, en presencia del arzobispo de Atenas Dorotheos, los ministros griegos de Educación P. Leventis y Bienestar Social Lina Tsaldari y el Viceministro de Finanzas D Aliprantis, las autoridades locales y otros funcionarios.
Durante las excavaciones se encontraron varios jarrones antiguos, monedas de oro, mosaicos, inscripciones y otros objetos, lo que causó que el Servicio Arqueológico Griego decidiera detener las excavaciones y la construcción de la nueva iglesia. Al mismo tiempo, el municipio de El Pireo recuperó la parcela. Tras las acciones persistentes tanto del arzobispo Dorotheos como de Miltiadis Pouris, tanto el municipio como el Servicio Arqueológico Griego abandonaron sus reclamos y la construcción de la nueva iglesia continuó, manteniendo intactas las partes de los edificios antiguos, que los visitantes pueden visitar y admirar hoy en día en el capilla de los Santos Cirilo y Metodio.
La inauguración de la nueva iglesia se llevó a cabo el 17 de mayo de 1964, mientras que su construcción finalmente se completó en 1979, según los planos de Georgios Nomikos. Los trabajos de iconografía de la iglesia fueron realizados por Stephanos Almaliotos y su alumno Anargyros Liakos.

## Arquitectura

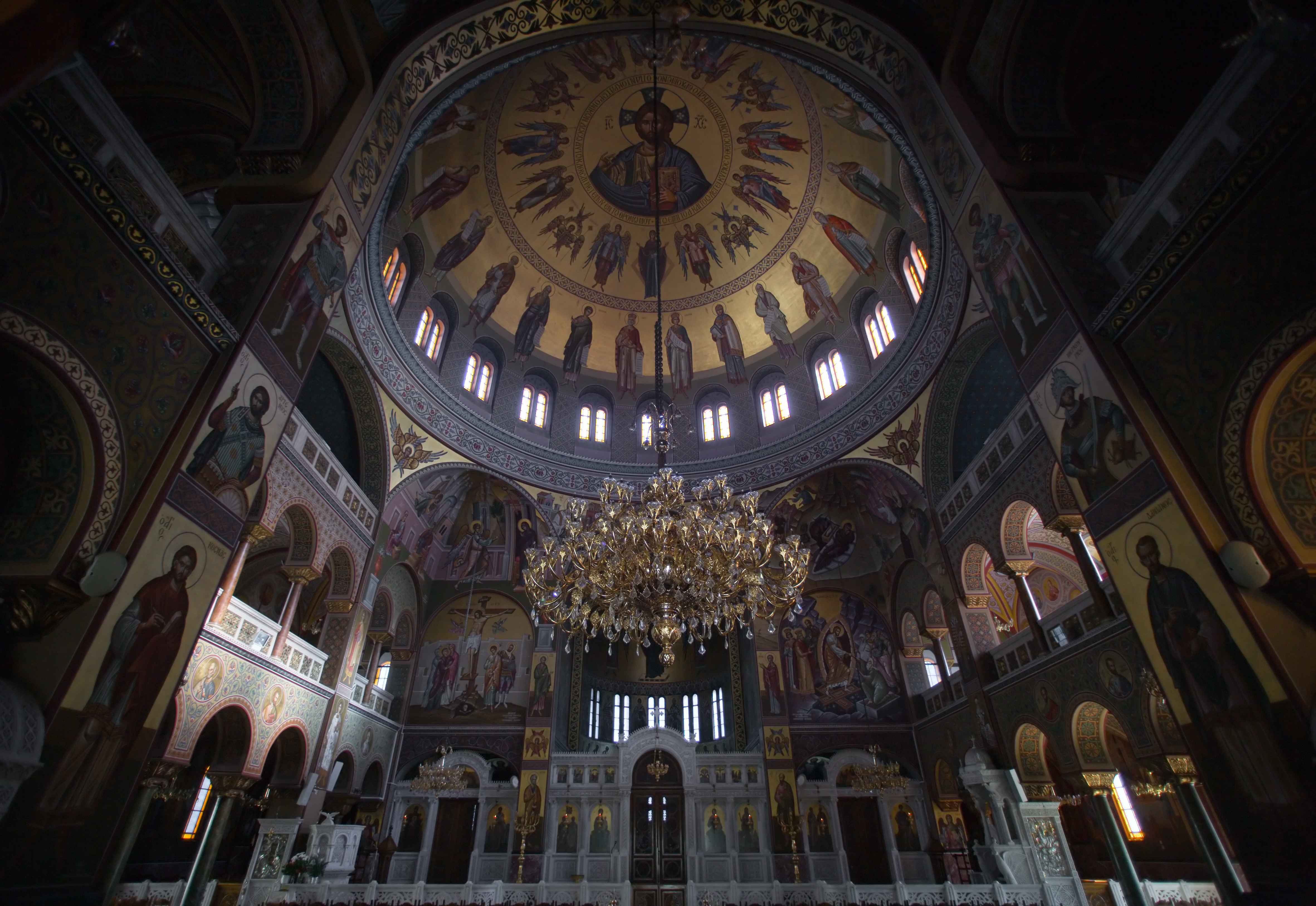
Vista del domo desde el interior de la catedral

La Hagia Triada es una iglesia compuesta por tres naves con una nave central está dedicada a la Santísima Trinidad, la de la derecha a los Primeros Apóstoles Pedro y Pablo y la de la izquierda a San Skepi. A este gran edificio se incorporan dos capillas: la de San Nectarius y la de los Santos Cirilo y Metodio, los Apóstoles; en este último se alberga hasta el día de hoy una sección de los históricos Muros Largos.

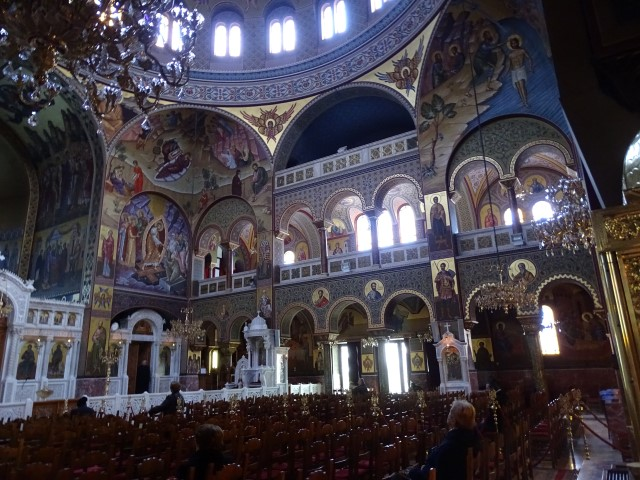
Interior.

La iglesia fue construida en el estilo bizantino con una capacidad para 3.100 personas y un área de 835 metros cuadrados en la planta baja. La cúpula contiene 40 ventanas y descansa sobre 8 triángulos esféricos y 8 grandes arcos. Gracias al apoyo de la cúpula y su gran diámetro, es visible desde todos los puntos de la iglesia, incluso desde las entradas. Las puertas exteriores de la Hagia Triada están hechas de latón forjado. Su iconostasio de mármol ornamentado es obra de los hermanos Doukas, mientras que las puertas talladas en madera del iconostasio fueron obra de Theophilos Nomikos. La decoración con murales de la iglesia se inició durante el mandato del alcalde Aristidis Skylitsis, a quien el difunto industrial Bodosakis ofreció una importante suma de dinero. El alcalde destinó esta cantidad para la compra de pan de oro necesario para la canonización de la Iglesia.
El primer iconógrafo de la iglesia fue Stephanos Almaliotis, y después de su muerte, la iconografía de la iglesia fue continuada por su asistente y alumno Anargyros Liakos, quien siguió el estilo de su maestro. Almaliotis se había inspirado principalmente en la escuela macedónica, pero también en la escuela cretense, lo que dio como resultado una representación bizantina única de las figuras bíblicas.
En el patio frente a la iglesia se encuentra una estatua de Constantino XI Paleólogo, el último emperador del Imperio Romano de Oriente.

## Galería

Hagia Triada
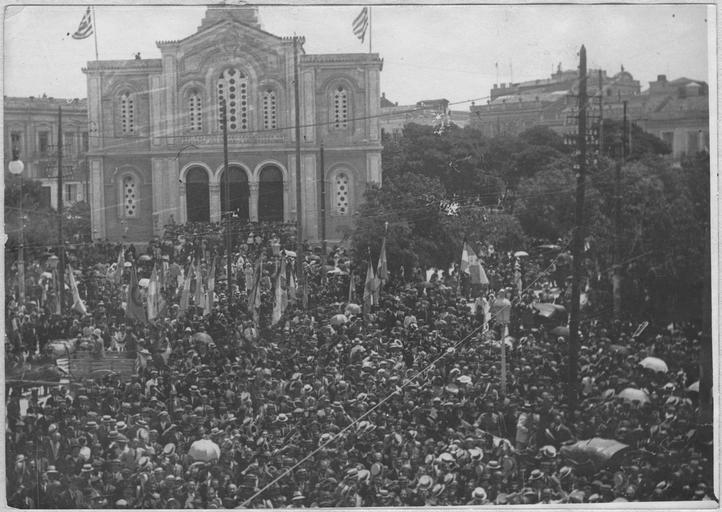
La iglesia antigua en 1917.
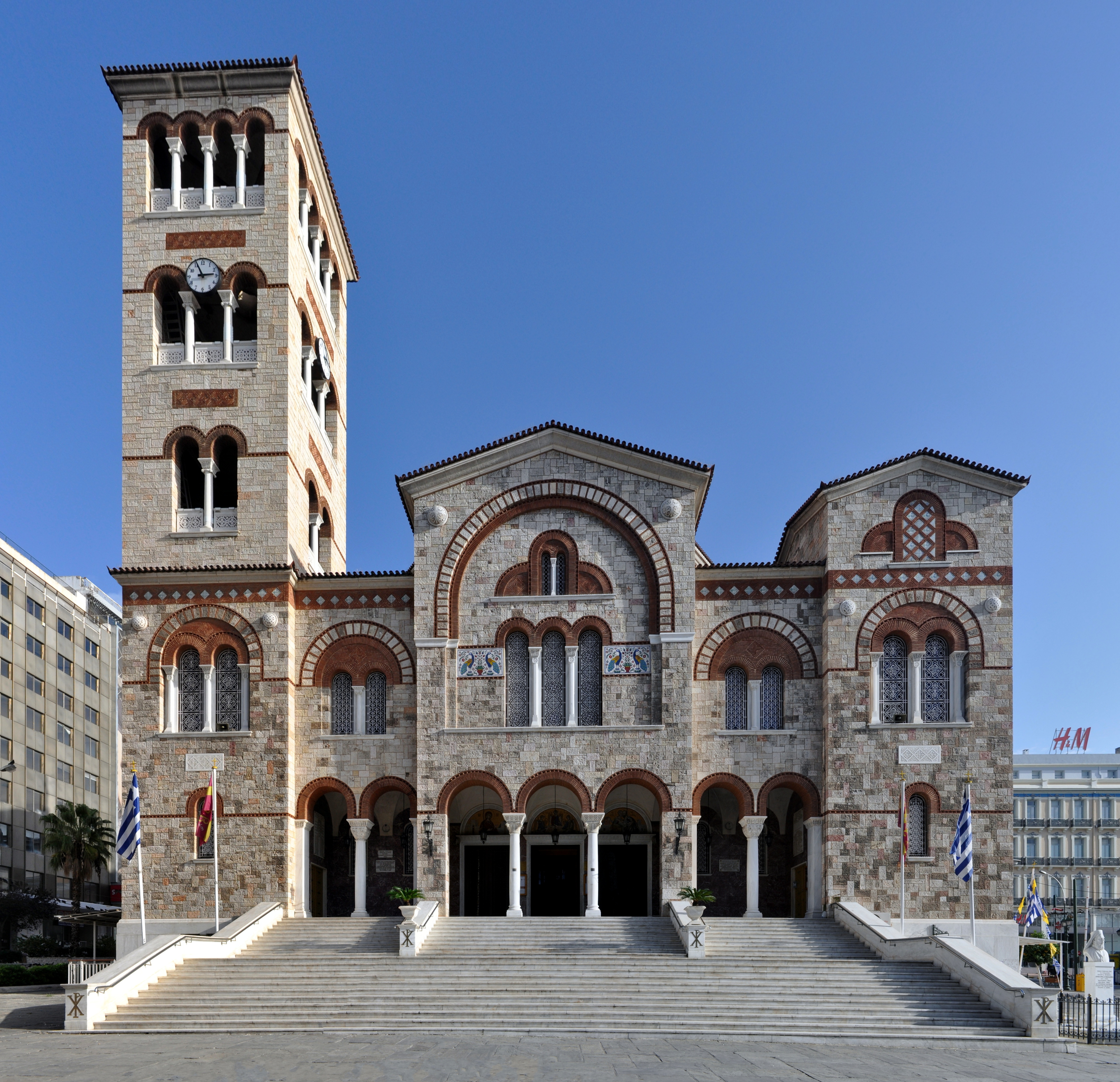
Fachada.
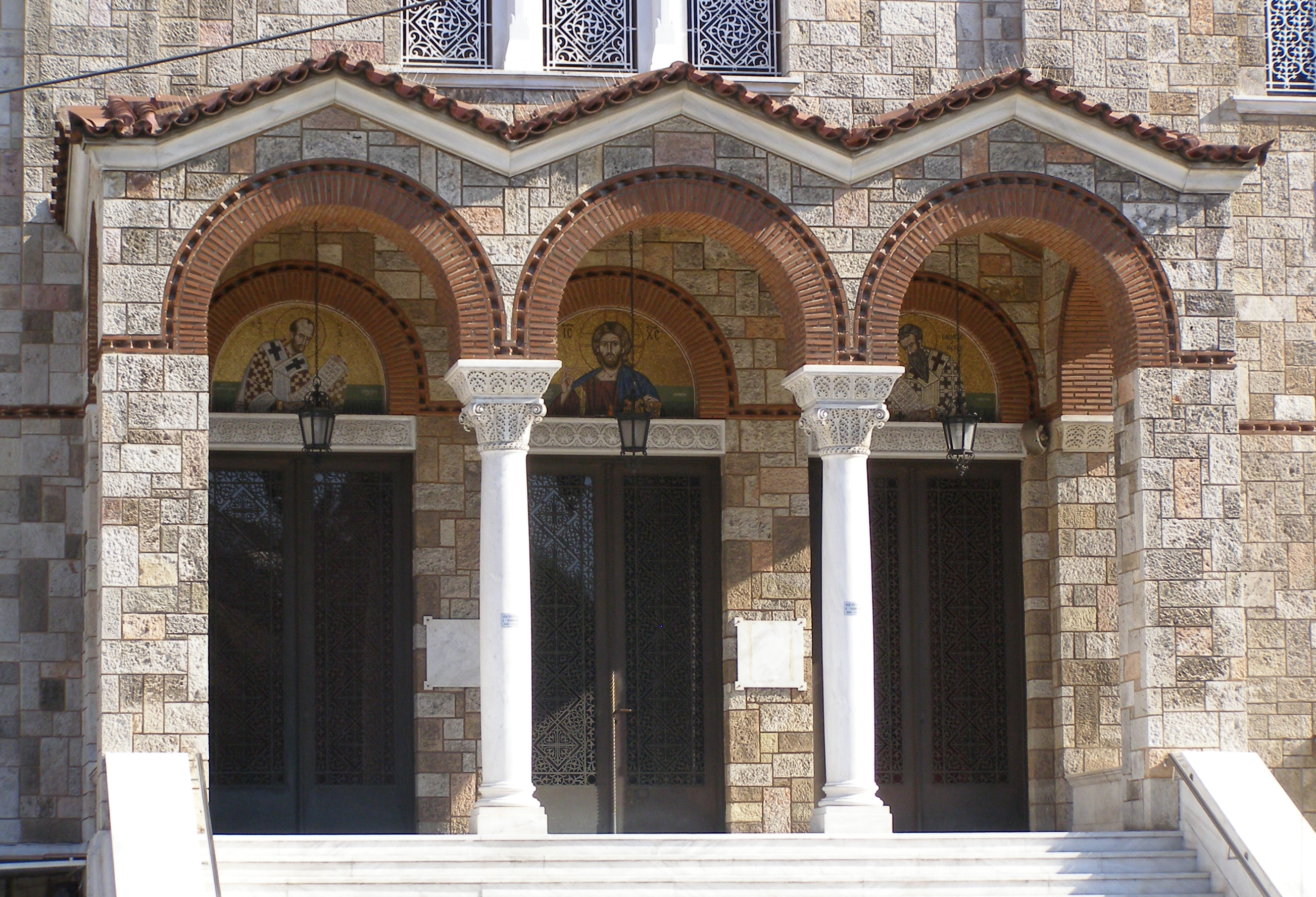
Pórtico.
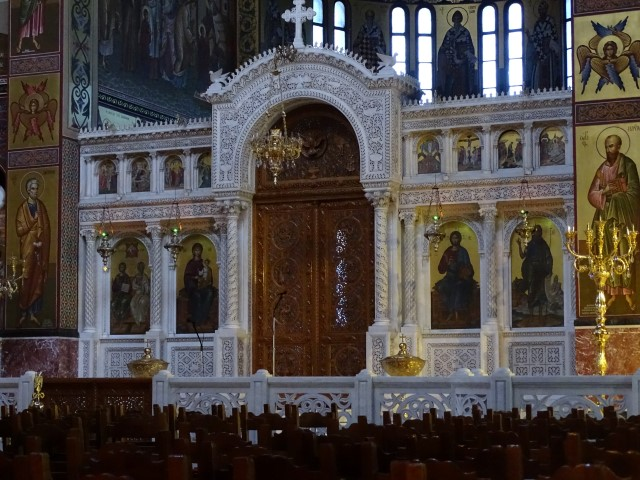
Iconostasis.
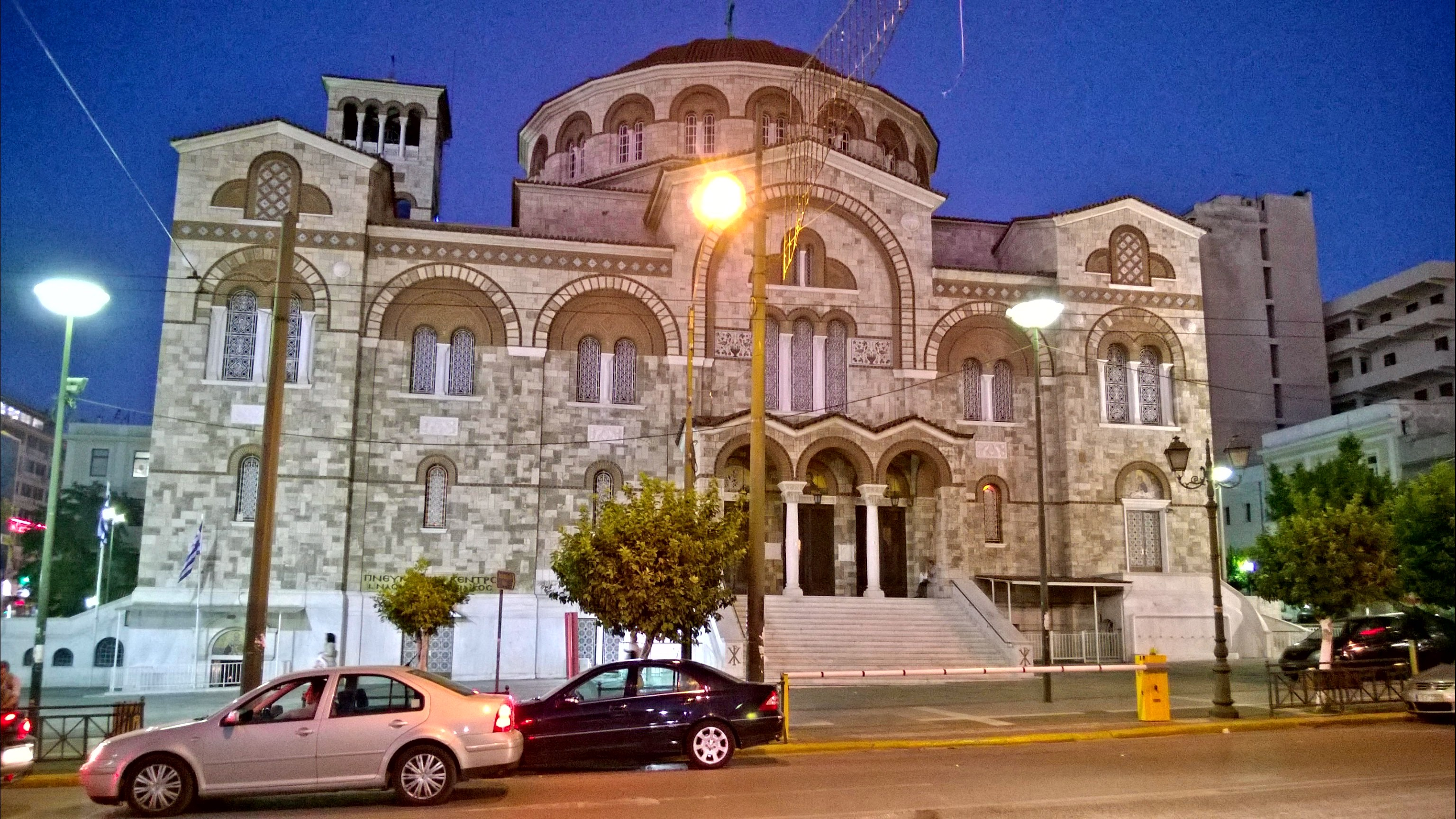
Vista lateral.
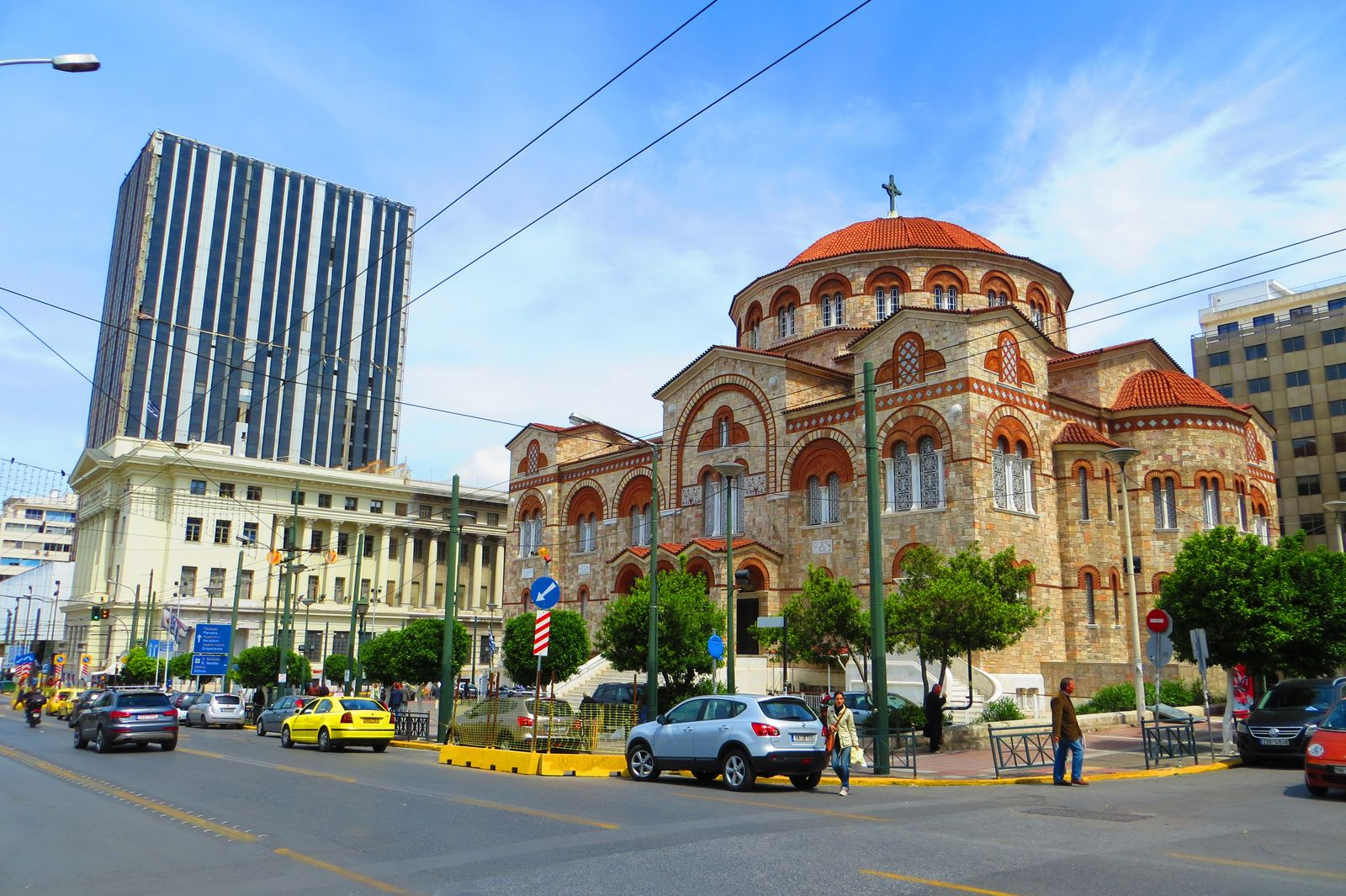
Vista desde la calle.
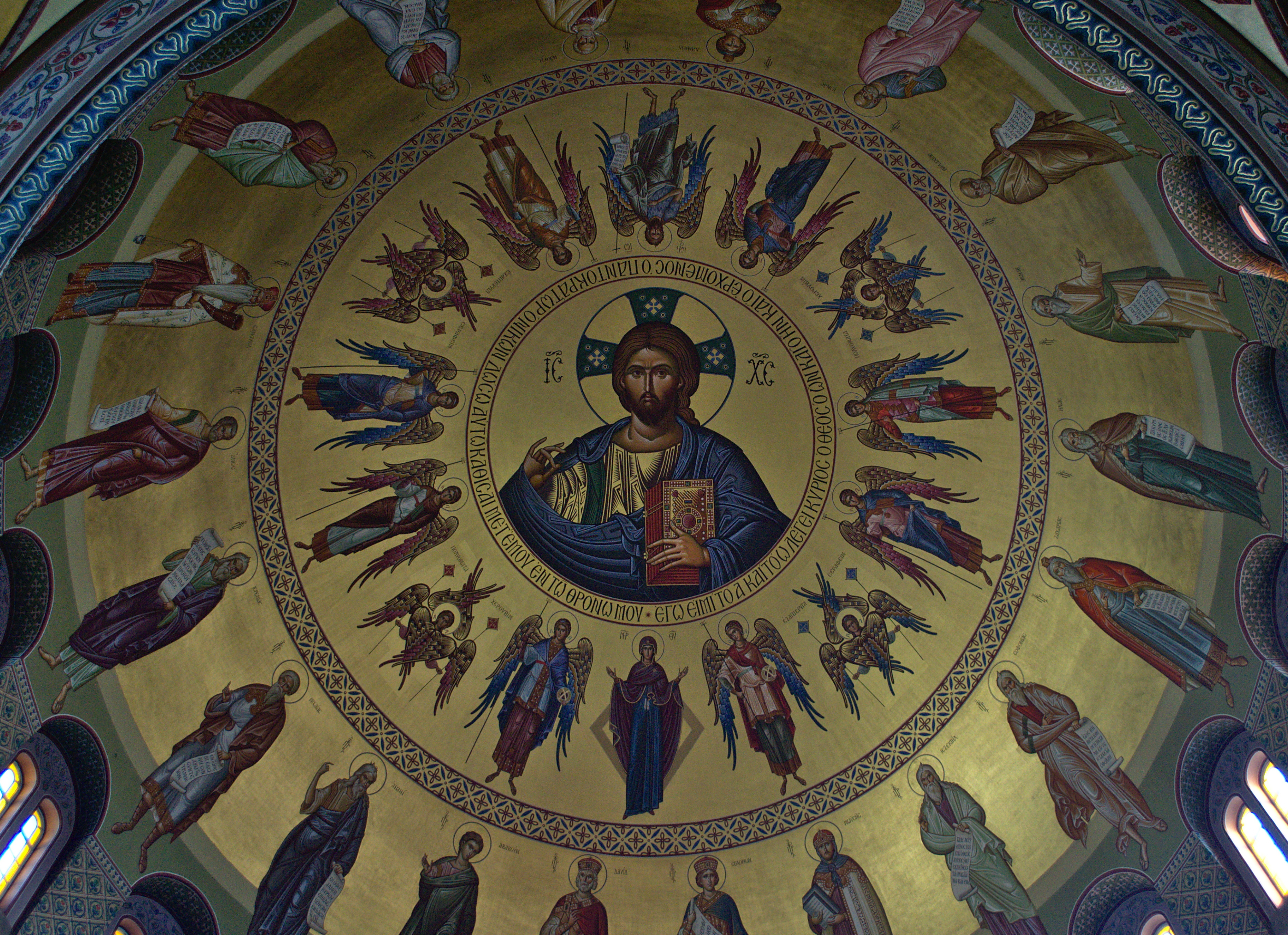
Cúpula
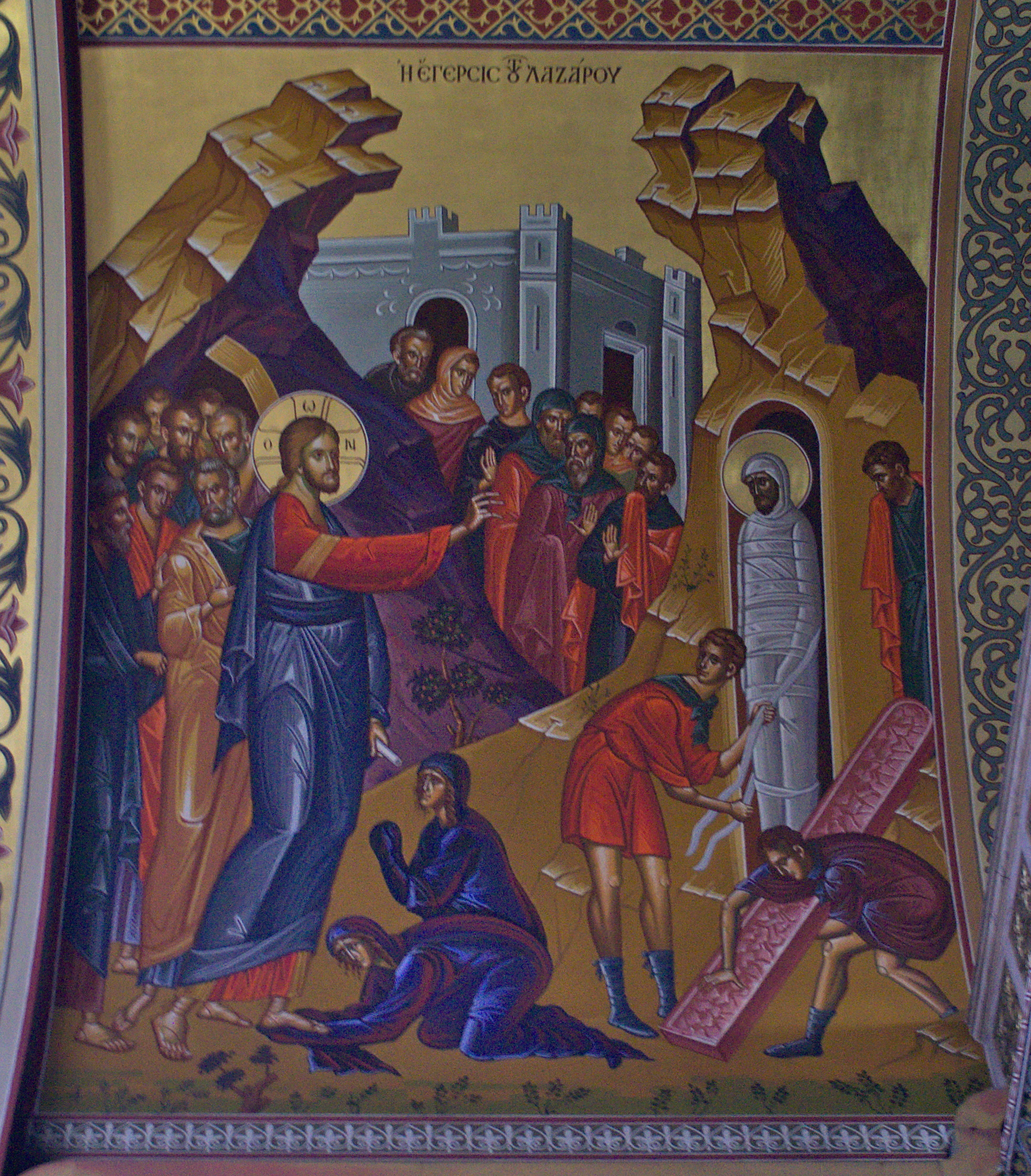
Mural de la Santa Trinidad.